# Ressiana
Ressiana (łac. Diocesis Ressianensis) – stolica historycznej diecezji we Cesarstwie rzymskim w prowincji Numidia zlikwidowana w VII w. podczas ekspansji islamskiej, współcześnie w północnej Algierii. Obecnie katolickie biskupstwo tytularne. 

## Biskupi tytularni
| Lp. | Biskup             | Funkcja                              | Od                | Do                   |
| --- | ------------------ | ------------------------------------ | ----------------- | -------------------- |
| 1   | Adalbert Boros     |                                      | listopad 1948     | 6 czerwca 2003       |
| 2   | John Michael Quinn | biskup pomocniczy Detroit (USA)      | 7 lipca 2003      | 15 października 2008 |
| 3   | Jean-Pierre Batut  | biskup pomocniczy Lyonu (Francja)    | 28 listopada 2008 | 22 listopada 2014    |
| 4   | Franc Šuštar       | biskup pomocniczy Lublany (Słowenia) | 7 lutego 2015     |                      |